# Serik Aprymov
Serik Aprymov (en cyrillique Серик Апрымов), est un cinéaste kazakh, né le 1960 à Aksuat, alors en Union soviétique.
Il fait partie des réalisateurs de la Nouvelle Vague du cinéma kazakh.

## Filmographie
- 1986 : Two Were Riding a Motor Cycle (Двое ехали на мотоцикле)
- 1989 : Terminus (Конечная остановка)
- 1999 : Aksuat (Аксуат)
- 2000 : Trois Frères (Три брата, Tri brata)
- 2004 : Le Chasseur (Охотник, Okhotnik)
- 2013 : Petit frère (Bauyr)
- 2017 : A Call to Father (Звонок отцу)

## Récompense
- Festival des trois continents 1999 : Montgolfière d'argent pour Aksuat